# Борзых, Евгения Михайловна
Евге́ния Миха́йловна Борзы́х (род. 1 марта 1984, Москва) — российская певица, автор текстов, актриса театра и кино. Вокалистка группы «Самое большое простое число» (СБПЧ) (с 2017 года).  Солировала в музыкальных коллективах «Михална», «Банда Овощей», «Прогоним песню», «Масса Крыма», «Прогоним пляску», «Dsh! Dsh!». Признана изданием Афиша одной из лучших молодых певиц в 2008 году.

## Биография
В 2010—2011 годах снялась в телесериале «Кодекс чести». В 2012 году окончила Театральный институт им. Бориса Щукина (курс В. П. Николаенко), с 2014 года — актриса Театра-студии п/р О.Табакова

## Дискография

### Альбомы
- 2008 — Масса Крыма — 1-я Серия[3]
- 2008 — Dsh! Dsh! — Dsh! Dsh![4]
- 2018 — Самое Большое Простое Число — Мы не спали, мы снились
- 2019 — Самое Большое Простое Число — Наверное, точно
- 2020 — Самое Большое Простое Число — Всё равно
- 2021 — Самое Большое Простое Число — Со слов дерева записано верно [EP]
- 2021 — Самое Большое Простое Число — «Потерянное зеркальце» (аудиосказка)
- 2021 — Самое Большое Простое Число — Песни и музыка из сказки «Потерянное зеркальце»
- 2022 — Самое Большое Простое Число — Ничего больше нет
- 2024 — Самое Большое Простое Число — Животные пьют из луж

### Демо
- 2005 — Михална[5]
- 2008 — Прогоним Песню

### Синглы
- 2008 — Dsh! Dsh! — Космос
- 2008 — Dsh! Dsh! — Люба
- 2008 — Dsh! Dsh! — Море
- 2009 — Dsh! Dsh! — Dolce Vita
- 2009 — D-Pulse — More EP[6]
- 2019 — Circle of Salt (feat. Mujuice)
- 2023 — Хот-дог на заправке (feat. Принц Черноземья)

## Работы в театре
Театр-студия п/р О. Табакова

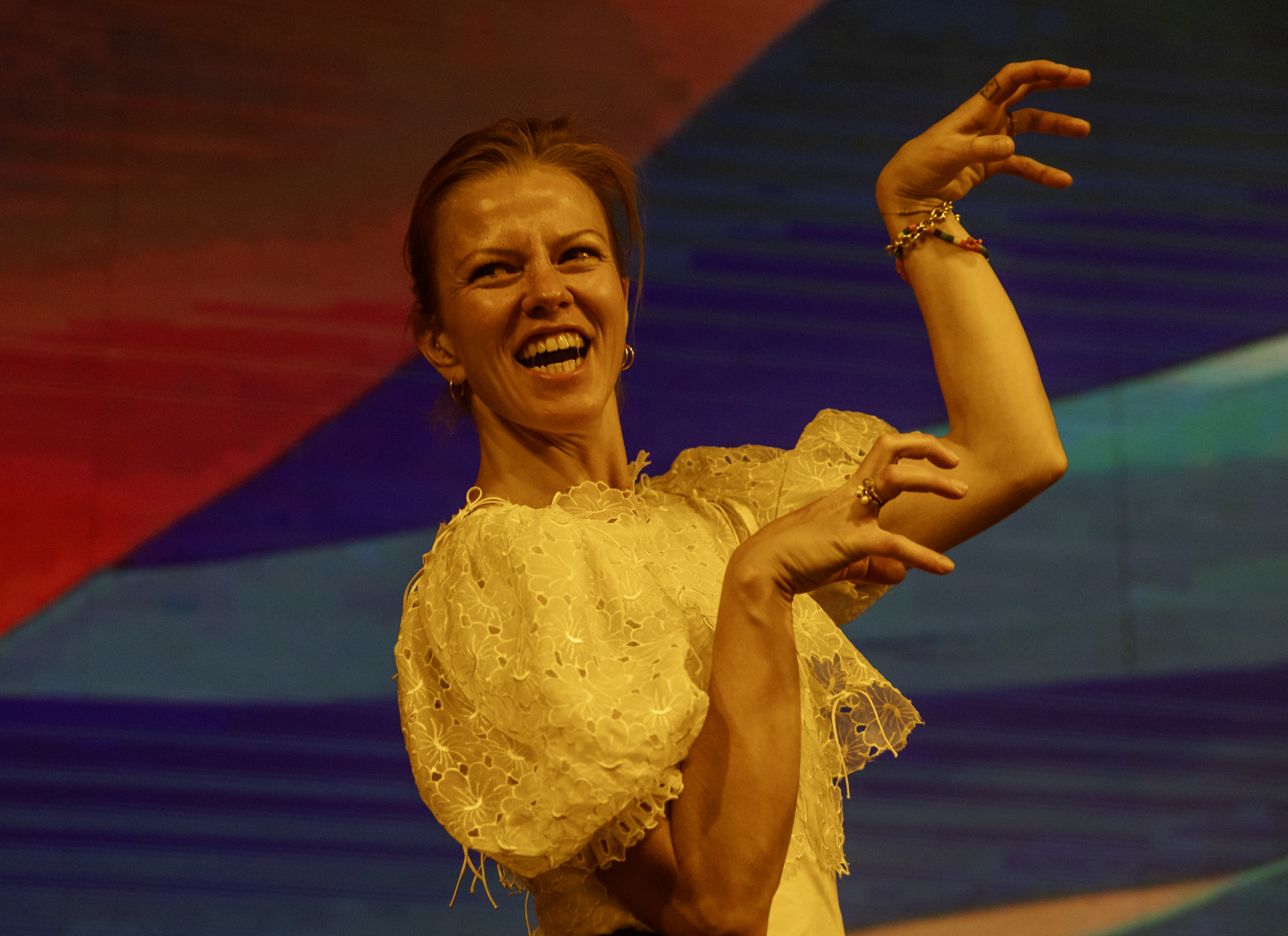
Евгения Борзых. Выступление в Израиле. 2024

- «Тупейный художник», реж. Станкевич — Люба (2014)
- «12 ночь», реж. Станкевич — Мария (2013)
- «Сверчок на печи», реж. Дручек — Крошка (2013)
- Меловой крест — «Страх и нищета в Третьей империи», реж. А. Коручеков — Анна (2012)

ЦИМ
- «Танго-Квадрат», реж. Павлов-Андреевич — Лена (2012)

МХТ им. А. Чехова
- «Год, когда я не родился», реж. К. Богомолов — Зоя (2012)

Галерея на Солянке
- «Нина Комарова», реж. Павлов-Андреевич — Нина (2010)

## Фильмография
- 2010 — «Кодекс чести 4» — Нина Тарасова
- 2020 — «Руки», реж. Екатерина Скакун (короткометражный)
- 2020 — «Монатика знаешь?», реж. Алена Шмелева (короткометражный)
- 2021 — «Большая секунда» — Арина
- 2023 — «Убить Риту» — Рита[7]

## Награды
- 2014 год — Премия Олега Табакова за достижения в области культуры[источник?].
- 2023 год — Награда фестиваля сериалов «Пилот» в категории «Лучшая актриса» — за главную роль в сериале «Убить Риту»[8].